# De Hundrades valv

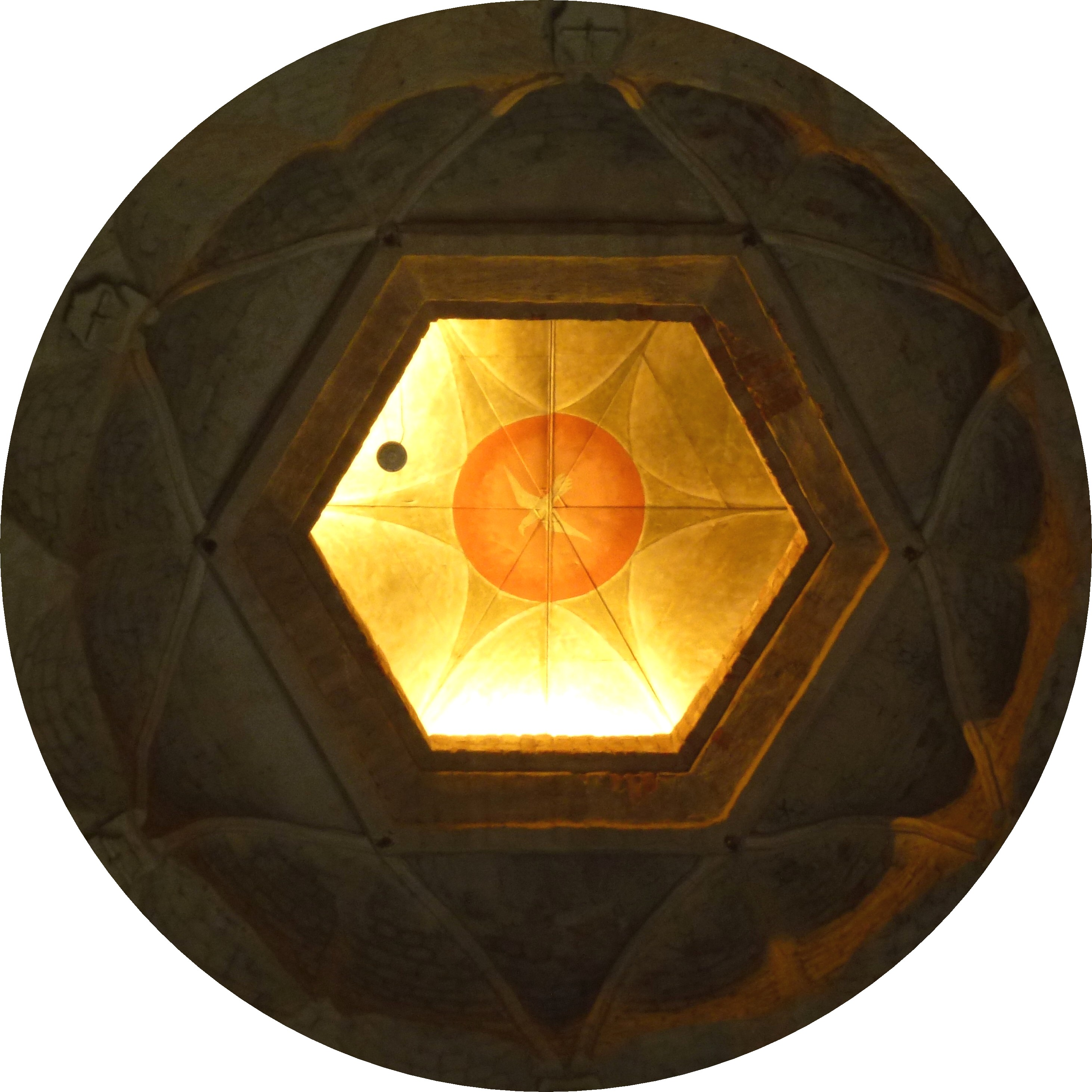
Valvets öppning mot kupolvalvet ovanför.

De Hundrades valv är ett rum i Stockholms stadshus. 

## Beskrivning

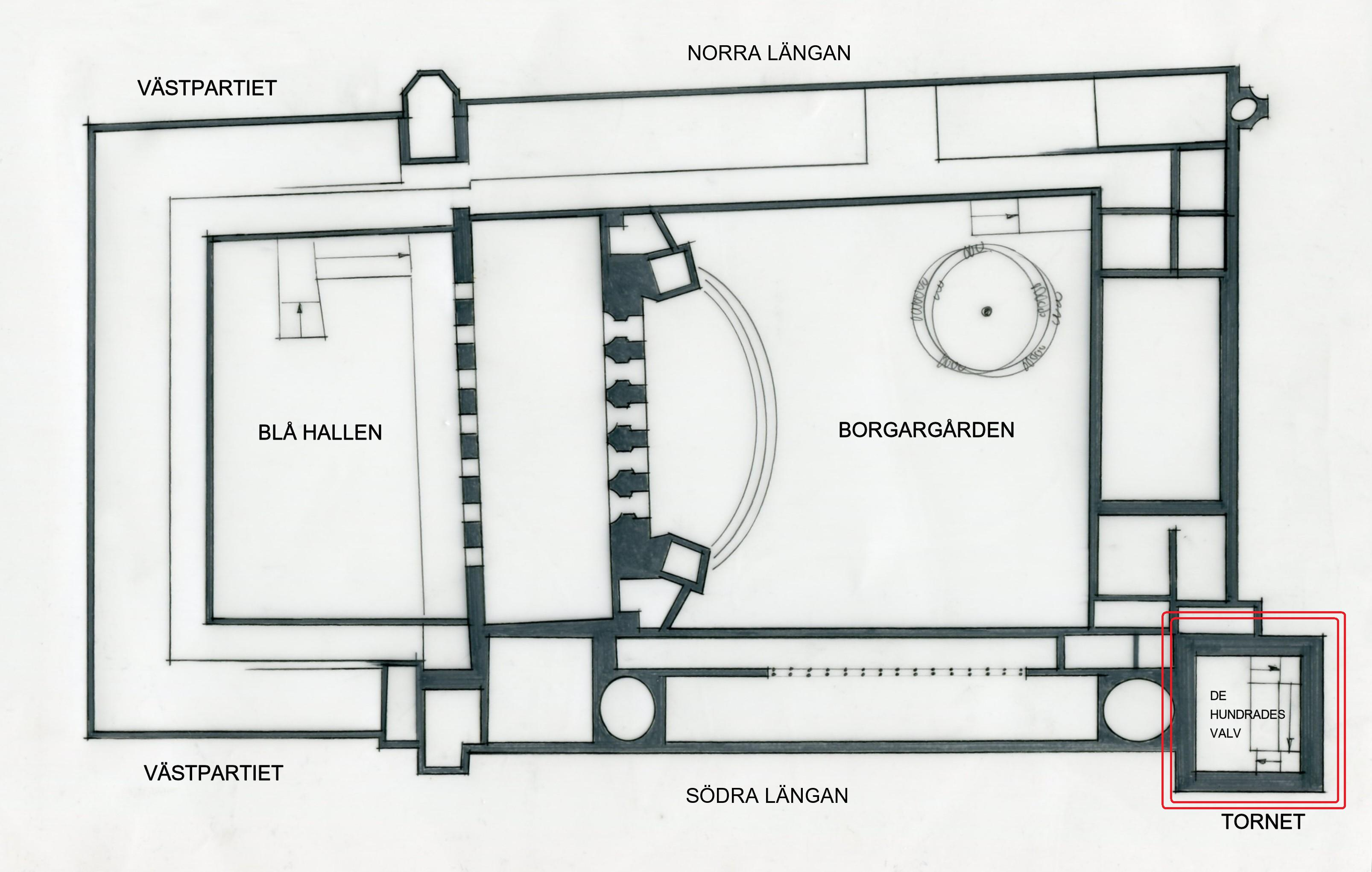
Orienteringsplan.

De Hundrades valv ligger rakt under Stadshustornet. Härifrån leder en trappa till Rådssalen respektive Prinsens galleri. Det är ett islamiskt inspirerat stjärnvalv med en öppning i mitten som tillät att klockorna till klockspelet kunde hissas upp i tornet. Man kan genom öppningen se rakt upp i en del av tornet. 
Valvet murades upp 1917 och hade då genomgått ett flertal gestaltningsförändringar, inte ovanligt för Östbergs sätt att arbeta. Tidiga skisser visar att rummet skulle sträcka sig längre ner och valvet låg ännu högre upp. Valvhjässans hål är sexkantigt och öppnar sig mot ett kupolvalv som ligger ovanför. 
Östbergs tanke med valvet, liksom med hela tornet, var att "med sten på sten i skönjbara skikt, ge en bild av det tålmodiga arbete och den höga strävan, som stadens borgare och fäder genom tiderna ägnat sin stad". Östberg hade planer på att låta dekorera valvet med stadsfullmäktiges hundra huvuden, men så blev inte fallet – till Östbergs besvikelse. Han kommentar löd: dom ä‘ inte något roliga o har gjort fan så litet. (Stadsfullmäktige hade 100 ledamöter fram till 1970. Sedan dess har Stockholms kommunfullmäktge i stället 101 ledamöter.)
De Hundrades valv fungerar även som "parkering" för figurgruppen Sankt Göransleken, som sommartid klockan 12:00 och 18:00 rör sig ute på balkongen under förutsättning att maskineriet fungerar, vilket inte alltid är fallet. När de inte visar sig, står gruppen på en väggavsats i De Hundrades valv.

## Bilder

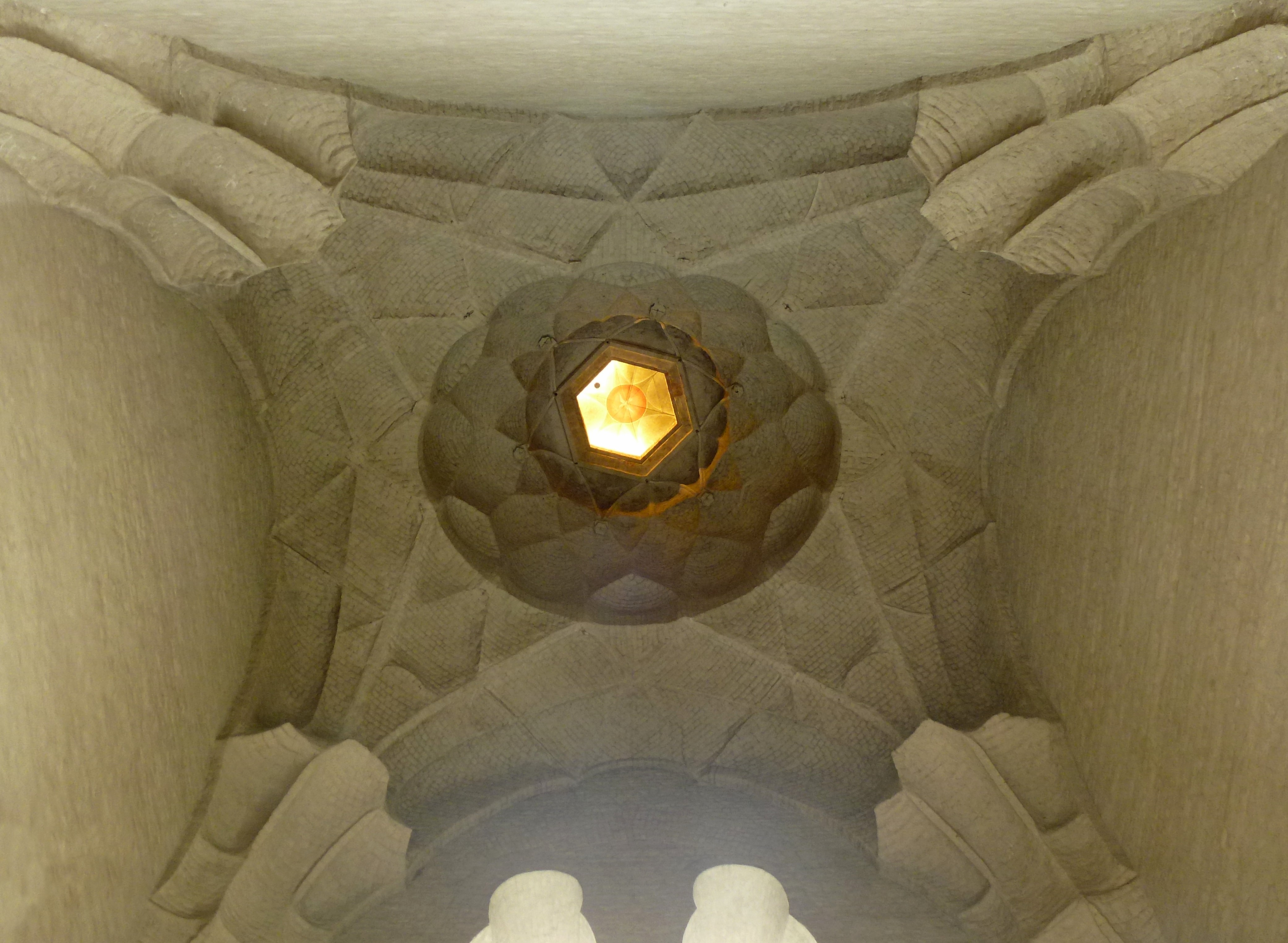
Valvet
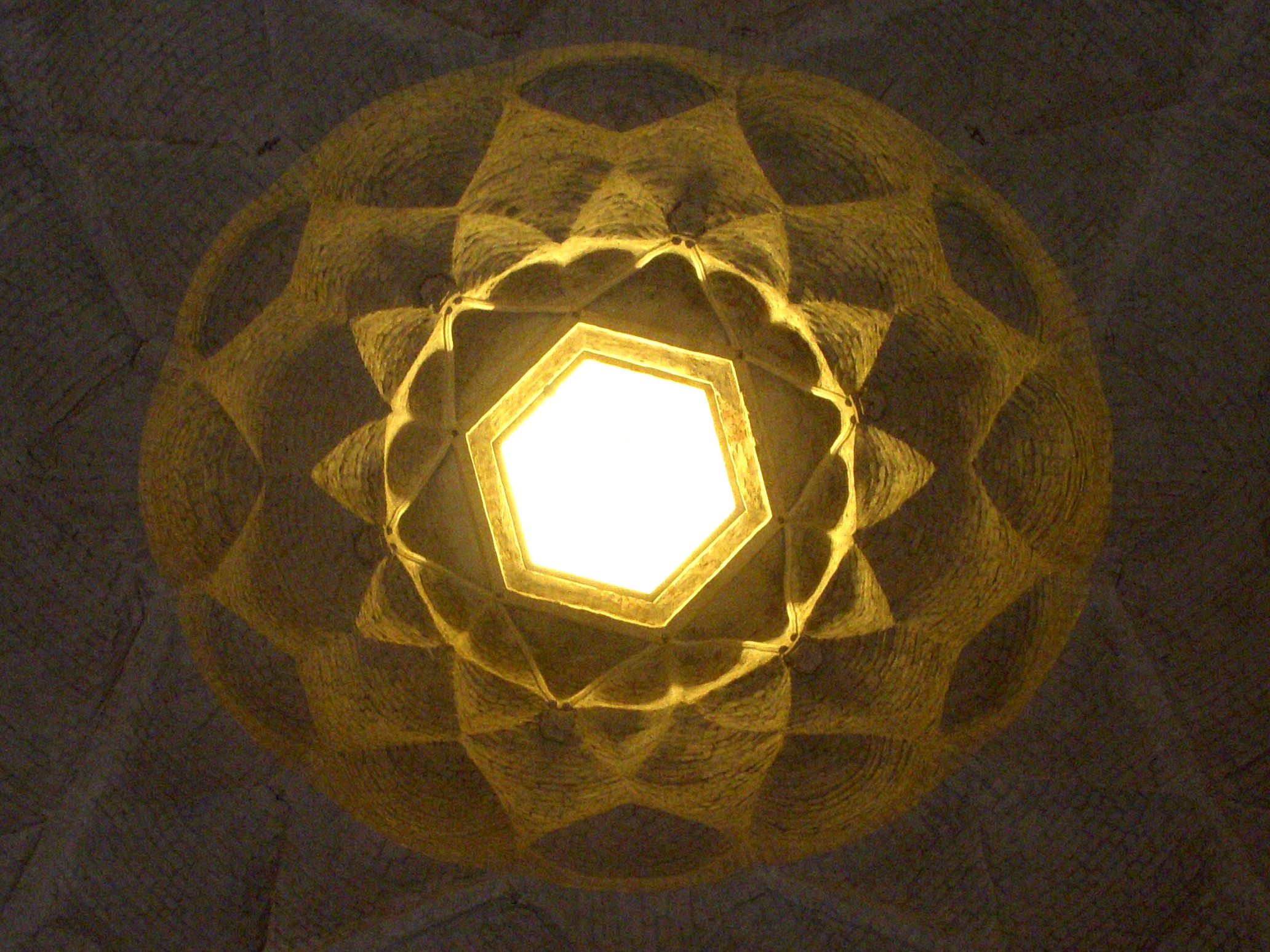
Valvet, mittöppningen
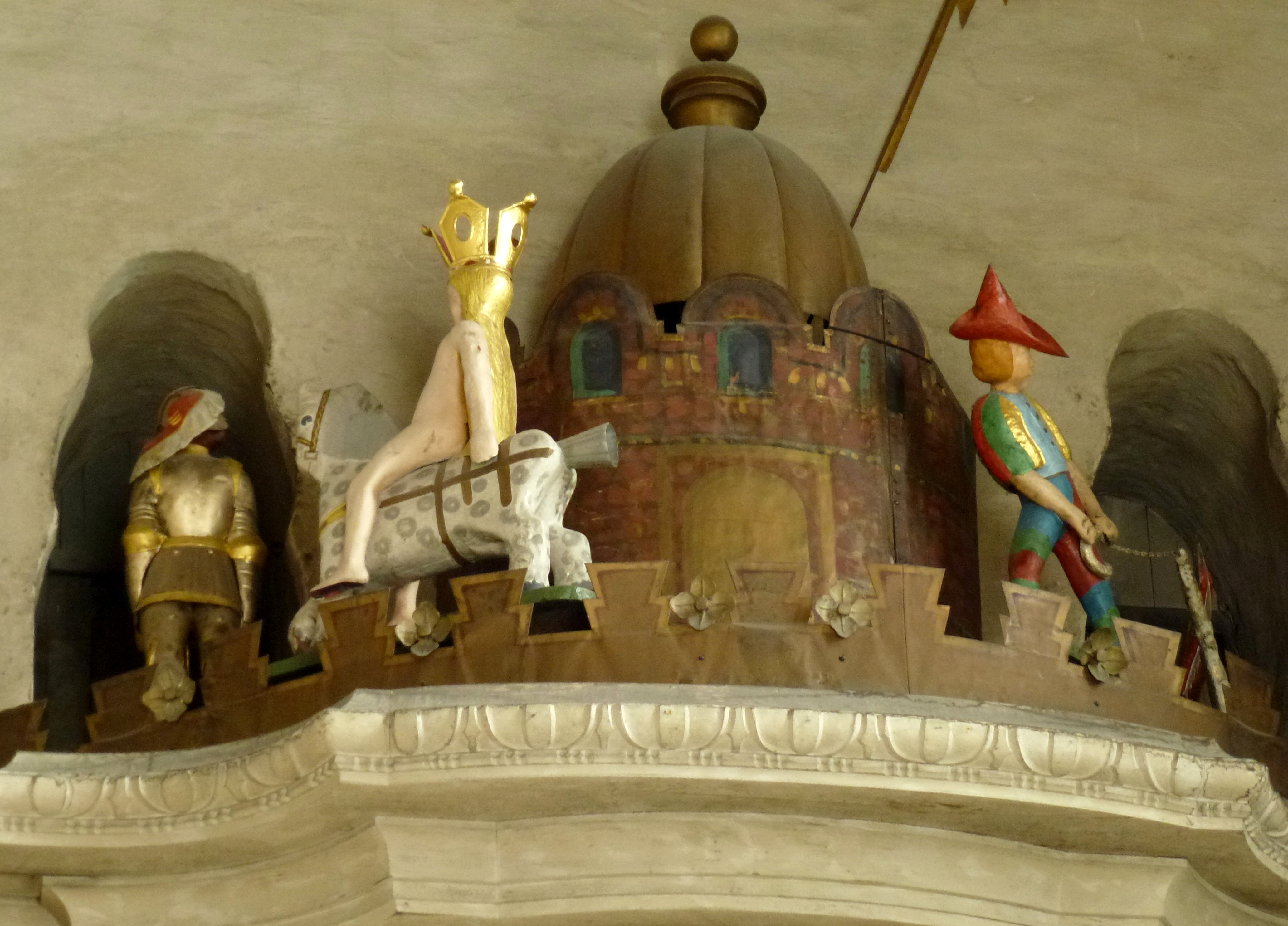
Figurgruppen Sankt Göransleken